# Odontocera hirundipennis
Odontocera hirundipennis är en skalbaggsart som beskrevs av Dmytro Zajciw 1962. Odontocera hirundipennis ingår i släktet Odontocera och familjen långhorningar. Inga underarter finns listade i Catalogue of Life.